# Kanton Vizille
Der Kanton Vizille war bis 2015 ein französischer Wahlkreis im Arrondissement Grenoble, im Département Isère und in der Region Rhône-Alpes. Er umfasste 17 Gemeinden, Hauptort war Vizille. Vertreterin im conseil général des Départements war von 2001 bis 2008 Anne Le Gloan (UMP). Ihr folgte Gilles Strappazzon (PS) nach.
2015 wurde der Kanton zwischen den drei Kantonen Matheysine-Trièves, Oisans-Romanche und Pont-de-Claix aufgeteilt.

## Gemeinden
| Gemeinde                        | Einwohner Jahr | Fläche km² | Bevölkerungsdichte | Code INSEE | Postleitzahl |
| ------------------------------- | -------------- | ---------- | ------------------ | ---------- | ------------ |
| Brié-et-Angonnes                | 2486 (2013)    | 9,7        | 256 Einw./km²      | 38059      | 38320        |
| Champagnier                     | 1280 (2013)    | 6,61       | 194 Einw./km²      | 38068      | 38800        |
| Champ-sur-Drac                  | 3077 (2013)    | 8,92       | 345 Einw./km²      | 38071      | 38560        |
| Jarrie                          | 3798 (2013)    | 13,26      | 286 Einw./km²      | 38200      | 38560        |
| Laffrey                         | 398 (2013)     | 6,72       | 59 Einw./km²       | 38203      | 38220        |
| Montchaboud                     | 370 (2013)     | 1,96       | 189 Einw./km²      | 38252      | 38220        |
| Notre-Dame-de-Commiers          | 461 (2013)     | 4,79       | 96 Einw./km²       | 38277      | 38450        |
| Notre-Dame-de-Mésage            | 1205 (2013)    | 4,53       | 266 Einw./km²      | 38279      | 38220        |
| Saint-Barthélemy-de-Séchilienne | 484 (2013)     | 12,1       | 40 Einw./km²       | 38364      | 38220        |
| Saint-Georges-de-Commiers       | 2106 (2013)    | 14,62      | 144 Einw./km²      | 38388      | 38450        |
| Saint-Jean-de-Vaulx             | 547 (2013)     | 10,73      | 51 Einw./km²       | 38402      | 38220        |
| Saint-Pierre-de-Mésage          | 743 (2013)     | 7,03       | 106 Einw./km²      | 38445      | 38220        |
| Séchilienne                     | 986 (2013)     | 21,47      | 46 Einw./km²       | 38478      | 38220        |
| Vaulnaveys-le-Bas               | 1226 (2013)    | 11,9       | 103 Einw./km²      | 38528      | 38410        |
| Vaulnaveys-le-Haut              | 3670 (2013)    | 19,86      | 185 Einw./km²      | 38529      | 38410        |
| Vizille                         | 7571 (2013)    | 10,51      | 720 Einw./km²      | 38562      | 38220        |
| Chamrousse                      | 473 (2013)     | –          | – Einw./km²        | 38567      | 38410        |

Die Gemeinde Chamrousse gehörte nur zum Teil zum Kanton Vizille, der andere Teil gehörte zum ehemaligen Kanton Domène.